# Unie van Champagnehuizen
De Unie van Champagnehuizen (in het Frans 'Union des Maisons de Champagne’ of afgekort UMC) is de beroepsvereniging van Champagnehuizen, ongeacht hun belang. Haar primaire missie is het verdedigen van de belangen van haar leden op alle gebieden die hun activiteiten aangaan. De unie is vooral bezorgd over de verdediging van het woord “Champagne“ en het misbruik ervan.
Het UMC, opgericht tijdens de Tweede Wereldoorlog tegen de bezetters, was tot 1994 een federatie van twee vakbonden: het Syndicat de Grandes Marques en het Syndicat de Négociants, waar kooplieden zich vervolgens rechtstreeks bij aansloten en die het samenbrengt.

## Geschiedenis
De Champagnewijnvakbond werd op 4 november 1882 opgericht op initiatief van de directeuren van de huizen Heidsieck & Cie, Giesler & Cie en G. H. Mama & Cie, officieel erkend door de wet van 21 maart 1884 die de oprichting van beroepsverenigingen toestond.
Volgens de statuten is het doel “om, zowel in Frankrijk als in het buitenland, de handel in champagne te beschermen, om de algemene belangen van deze handel in Frankrijk te verdedigen bij het onderzoeken van kwesties van licentieverlening, beheer, tarieven, transport, van industriële eigendom, dat wil zeggen handelsmerken, handelsnamen, plaatsen van herkomst, enz., […] in het buitenland bij het onderzoeken van kwesties op het gebied van internationale tarieven, douane, industriële eigendom, vervalsingen van zowel merken als producten, en alle andere fraude…“.
De huizen die aanwezig waren op de oprichtingsvergadering onder voorzitterschap van Florens Walbaum, bijgestaan door Édouard Werlé, zijn: Charles Arnould de Heidelberger, Barnett & Fils, Veuve Binet Fils & Cie, E. Bourgeois, Burchard Delbeck & Cie, Gondelle & Cie, Weduwe Henry Goulet & Fils, Charles Heidsieck, Henriot & Cie, Ernest Irroy & Cie, Krug & Cie, Lanson Père & Fils, G.H. Mumm & Cie , Veuve Pommery Fils & Cie, Werlé & Cie, Ayala & Cie, Reaudin Bollinger & Cie, Deutz & Geldermann, Alfred de Montebello & Cie, Chandon & Cie, Pol Roger & Cie, Charles de Cazanove, Giesler & Cie, Lecureux & Cie ,G. Loche, Fréminet en Fils, Heidsieck & Cie.
Tegen eind 1882 behoorden 54 huizen tot de leden van de Champagnewijnvakbond, die later de naam Syndicat de Grandes Marques aannam.
De federatie (UMC) werd in 1942 tijdens de bezetting opgericht en maakte de raadpleging van alle Grandes Marques en Maisons die tegenover de bezetter stonden, mogelijk. De Traders' Union, of de Maisons' Union, bekend als de " Épernay Union", werd opgericht in 1949 en zorgde ervoor dat het UMC representatief kon zijn voor alle huizen.
Vanaf 1994 bracht het UMC het Syndicat de Grandes Marques en het Syndicat de Négociants rechtstreeks samen en daardoor was het niet langer een federatie.

## Verwezenlijkingen
De belangrijkste verwezenlijkingen van de UMC situeren zich op juridisch, economisch en promotioneel vlak, met als gemeenschappelijk doel de bescherming en promotie van de herkomstbenaming Champagne.
Een van de meest opvallende verwezenlijkingen van de UMC is haar langdurige inzet voor de juridische bescherming van de naam "Champagne". In samenwerking met het Comité Champagne (voorheen het CIVC), heeft de UMC een sleutelrol gespeeld in talrijke rechtszaken wereldwijd waarin getracht werd misbruik of verwatering van de herkomstbenaming tegen te gaan. Zo heeft zij actief bijgedragen aan uitspraken van internationale rechtbanken die bevestigden dat "Champagne" enkel mag worden gebruikt voor mousserende wijnen afkomstig uit de Champagne-regio in Frankrijk, geproduceerd volgens de regels van de appellatie (Appellation d’Origine Contrôlée - AOC).
Daarnaast heeft de UMC bijgedragen aan de ontwikkeling van productie- en kwaliteitsnormen binnen de sector. Door actieve betrokkenheid in de regelgeving rond rendement, druivenrassen en vinificatie, heeft de organisatie bijgedragen aan de hoge kwaliteitsstandaard van Champagne. In de jaren na de Tweede Wereldoorlog was de UMC bijvoorbeeld medeverantwoordelijk voor het medevergaderen over de vastlegging van rendementen per hectare en het opstellen van crisismechanismen om overproductie te voorkomen.
Een andere belangrijke verwezenlijking betreft de promotie van Champagne op internationale markten. Via de UMC en in samenwerking met het Comité Champagne, worden grootschalige promotiecampagnes georganiseerd in markten zoals de Verenigde Staten, het Verenigd Koninkrijk, China en Japan. Deze campagnes zijn gericht op het onderstrepen van het unieke karakter van Champagne en het verhogen van de merkwaarde wereldwijd.
Ten slotte speelt de UMC een centrale rol in het sociale overlegmodel van de Champagnesector, waar zij namens de huizen onderhandelt met de druiventelers (verenigd in de SGV – Syndicat Général des Vignerons) over onder andere druivenprijzen en verdelingsmechanismen. Deze coöperatieve benadering tussen commerciële huizen en producenten is een uniek kenmerk van de Champagne-industrie en heeft bijgedragen aan stabiliteit binnen de sector.